# Assi dei sommergibili tedeschi U-Boot
Questa lista degli assi di U-Boot contiene l'elenco dei comandanti di U-Boot tedeschi (sia della prima che della seconda guerra mondiale) generalmente considerati degli "assi degli U-Boot"; questa qualifica, sebbene meno "ufficiale" della corrispondente qualifica di "asso dell'aviazione", viene generalmente attribuita ai comandanti che nel corso della loro carriera affondavano in combattimento navi mercantili per un totale superiore alle 100.000 tonnellate di stazza lorda.
L'elenco è ordinato in ordine discendente in base alle tonnellate di naviglio affondato o danneggiato, considerando come "affondate" anche le navi catturate o affondate e successivamente recuperate dal nemico; le cifre indicate sono quelle rintracciate su fonti diverse, ma non possono essere considerate dei valori assoluti ed indiscutibili, in quanto su alcune azioni vi è ancora dibattito tra gli storici.

## Prima guerra mondiale
| #  | Nome                             | Missioni di guerra | Navi affondate | Tonnellate affondate | Navi danneggiate | Tonnellate danneggiate | Note |
| -- | -------------------------------- | ------------------ | -------------- | -------------------- | ---------------- | ---------------------- | --- |
| 1  | Lothar von Arnauld de la Perière | 16                 | 195            | 455.868 t            | 8                | 34.312 t               | Comandò i battelli U-35 ed U-139. Il totale comprende 193 mercantili affondati per complessive 453.368 t, due navi da guerra affondate per complessive 2.500 t, ed 8 mercantili danneggiati per complessive 34.312 t; 16 delle navi affondate ed una delle navi danneggiate appartenevano a nazioni neutrali. Insignito della Pour le Mérite. |
| 2  | Walter Forstmann                 | 47                 | 149            | 391.607 t            | 7                | 30.552 t               | Comandò i battelli U-12 ed U-39. Il totale comprende 148 mercantili affondati per complessive 390.797 t, un mercantile catturato di 798 t, una nave da guerra affondata (la cannoniera britannica HMS Niger) di 810 t, e 7 mercantili danneggiati per complessive 30.552 t; 14 delle navi affondate ed una delle navi danneggiate appartenevano a nazioni neutrali. Insignito della Pour le Mérite.                                                                               |
| 3  | Max Valentiner                   | *                  | 146            | 303.003 t            | 6                | 33.151 t               | Comandò i battelli U-38 ed U-157. Il totale comprende 142 mercantili affondati per complessive 298.773 t, una nave da guerra affondata (la cannoniera francese Surpise) di 680 t, una nave da guerra danneggiata (l'incrociatore corazzato britannico HMS Roxburgh) di 10.850 t, tre mercantili catturati per complessive 3.550 t, e 6 mercantili danneggiati per complessive 33.151 t; 12 delle navi affondate appartenevano a nazioni neutrali. Insignito della Pour le Mérite. |
| 4  | Otto Steinbrinck                 | *                  | 207            | 246.237 t            | 11               | 61.519 t               | Comandò i battelli U-6, UB-10, UB-18, UC-65 ed UB-57. Il totale comprende 205 navi affondate per complessive 234.362 t, due navi da guerra affondate (l'incrociatore britannico HMS Ariadne ed il sommergibile britannico E 22) per complessive 11.875 t, una nave da guerra danneggiata di 850 t, e 10 mercantili danneggiati per complessive 60.669 t; 38 delle navi affondate ed una delle navi danneggiate appartenevano a nazioni neutrali. Insignito della Pour le Mérite.  |
| 5  | Hans Rose                        | 12                 | 82             | 221.106 t            | 9                | 45.606 t               | Comandò unicamente il battello U-53. Il totale comprende 81 mercantili affondati per complessive 220.056 t, una nave da guerra affondata (il cacciatorpediniere statunitense USS Jacob Jones) di 1.050 t, e 9 mercantili danneggiati per complessive 45.606 t; 19 delle navi affondate ed una delle navi danneggiate appartenevano a nazioni neutrali. Insignito della Pour le Mérite.                                                                                            |
| 6  | Gustav Sieß                      | 34                 | 56             | 188.895 t            | 10               | 36.363 t               | Comandò i battelli U-73, U-33 ed U-65. Il totale comprende 53 mercantili affondati per complessive 160.145 t, tre navi da guerra affondate (tra cui la nave da battaglia russa Peresvyet) per complessive 28.750 t, e 10 mercantili danneggiati per complessive 36.363 t; 3 delle navi affondate appartenevano a nazioni neutrali. Insignito della Pour le Mérite. |
| 7  | Walther Schwieger                | 34                 | 49             | 185.211 t            | 4                | 3.488 t                | Comandò i battelli U-14, U-20 ed U-88; è particolarmente famoso per aver affondato il transatlantico britannico RMS Lusitania. Tutte le navi affondate o danneggiate erano mercantili, e 7 delle navi affondate ed una delle navi danneggiate appartenevano a nazioni neutrali. Insignito della Pour le Mérite. |
| 8  | Wolfgang Steinbauer              | *                  | 50             | 181.532 t            | 11               | 60.193 t               | Comandò i battelli UB-47 ed UB-48. Il totale comprende 49 mercantili affondati per complessive 170.432 t, una nave da guerra affondata (la corazzata francese Gaulois) di 11.100 t, una nave da guerra danneggiata (la corazzata francese Voltaire) di 18.400 t, e 10 mercantili danneggiati per complessive 41.793 t; due delle navi affondate appartenevano a nazioni neutrali. Insignito della Pour le Mérite.                                                                 |
| 9  | Claus Rücker                     | *                  | 80             | 174.655 t            | 3                | 9.951 t                | Comandò i battelli U-34 ed U-103. Tutte le navi affondate o danneggiate erano mercantili, e 4 delle navi affondate appartenevano a nazioni neutrali. Insignito della Pour le Mérite. |
| 10 | Reinhold Saltzwedel              | *                  | 111            | 173.207 t            | 10               | 17.131 t               | Comandò i battelli UB-10, UC-10, UC-11, UC-21, UC-71 ed UB-81. Il totale comprende 111 mercantili affondati per complessive 173.207, due navi da guerra danneggiate per complessive 2.028 t, ed 8 mercantili danneggiati per complessive 15.103 t; 34 delle navi affondate ed una delle navi danneggiate appartenevano a nazioni neutrali. Insignito della Pour le Mérite. |
| 11 | Kurt Hartwig                     | *                  | 48             | 163.128 t            | 6                | 27.902 t               | Comandò i battelli U-32 ed U-63. Il totale comprende 47 mercantili affondati per complessive 149.128 t, una nave da guerra affondata (la corazzata britannica HMS Cornwallis) di 14.000 t, e 6 mercantili danneggiati per complessive 27.902 t; due delle navi affondate appartenevano a nazioni neutrali. Insignito della Pour le Mérite. |
| 12 | Waldemar Kophamel                | *                  | 56             | 157.771 t            | 4                | 6.104 t                | Comandò i battelli U-35, U-151 ed U-140. Il totale comprende 55 mercantili affondati per complessive 157.473 t, una nave da guerra affondata di 298 t, due navi da guerra danneggiate per complessive 1.475 t, e due mercantili danneggiati per complessive 4.629 t; 9 delle navi affondate appartenevano a nazioni neutrali. Insignito della Pour le Mérite. |
| 13 | Hans Joachim von Mellenthin      | *                  | 58             | 154.813 t            | 6                | 31.405 t               | Comandò i battelli UB-43, UB-49 ed U-120. Tutte le navi affondate o danneggiate erano mercantili, e tre delle navi affondate appartenevano a nazioni neutrali. Insignito della Pour le Mérite. |
| 14 | Otto Wünsche                     | *                  | 77             | 153.630 t            | 6                | 25.317 t               | Comandò i battelli U-25, U-70, U-97 ed U-126. Il totale comprende 76 mercantili affondati per complessive 152.340 t, una nave da guerra affondata di 1.290 t, e 6 mercantili danneggiati per complessive 25.317 t; 20 delle navi affondate ed una delle navi danneggiate appartenevano a nazioni neutrali. Insignito della Pour le Mérite. |
| 15 | Johannes Lohs                    | *                  | 77             | 148.310 t            | 16               | 89.369 t               | Comandò i battelli UC-75 ed UB-57. Il totale comprende 76 mercantili affondati per complessive 147.110 t, una nave da guerra affondata di 1.200 t, e 16 mercantili danneggiati per complessive 89.369 t; due delle navi affondate appartenevano a nazioni neutrali. Insignito della Pour le Mérite. |
| 16 | Robert Moraht                    | 10                 | 47             | 148.055 t            | 3                | 9.420 t                | Comandò unicamente il battello U-64. Il totale comprende 45 mercantili affondati per complessive 129.569 t, una nave da guerra affondata (la corazzata francese Danton) di 18.300 t, un mercantile catturato di 186 t, e tre mercantili danneggiati per complessive 9.420 t; 8 delle navi affondate appartenevano a nazioni neutrali. Insignito della Pour le Mérite. |
| 17 | Konrad Gansser                   | *                  | 58             | 144.120 t            | 3                | 10.771 t               | Comandò i battelli U-8, U-33 ed U-156. Il totale comprende 57 mercantili affondati per complessive 143.667 t, una nave mercantile catturata di 453 t, e tre mercantili danneggiati per complessive 10.771 t; 5 delle navi affondate appartenevano a nazioni neutrali. Insignito della Pour le Mérite. |
| 18 | Rudolf Schneider                 | *                  | 46             | 142.708 t            | 5                | 21.956 t               | Comandò i battelli U-24 ed U-87. Il totale comprende 44 mercantili affondati per complessive 125.783 t, una nave da guerra affondata (la corazzata britannica HMS Formidable) di 15.000 t, un mercantile catturato di 1.925 t, e 5 mercantili danneggiati per complessive 21.956 t; 11 delle navi affondate appartenevano a nazioni neutrali. |
| 19 | Otto Schultze                    | *                  | 54             | 137.781 t            | 8                | 26.945 t               | Comandò unicamente il battello U-63. Il totale comprende 53 mercantili affondati per complessive 132.531 t, una nave da guerra affondata (l'incrociatore leggero britannico HMS Falmouth) di 5.250 t, due navi da guerra danneggiate per complessive 2.540 t, e 6 mercantili danneggiati per complessive 24.405 t; 5 delle navi affondate appartenevano a nazioni neutrali. Insignito della Pour le Mérite.                                                                       |
| 20 | Erwin Waßner                     | *                  | 90             | 136.203 t            | 5                | 15.297 t               | Comandò i battelli UC-3, UB-38, UC-69, UB-59 ed UB-117. Il totale comprende 89 mercantili affondati per complessive 135.178 t, una nave da guerra affondata di 1.025 t, una nave da guerra danneggiata di 975 t, e 4 mercantili danneggiati per complessive 14.322 t; 31 delle navi affondate appartenevano a nazioni neutrali. Insignito della Pour le Mérite. |
| 21 | Hans Walther                     | *                  | 44             | 108.218 t            | 4                | 13.451 t               | Comandò i battelli U-17, ed U-52. Il totale comprende 39 mercantili affondati per complessive 84.791 t, due mercantili catturati per complessive 4.956 t, tre navi da guerra affondate per complessive 18.471 t, una nave da guerra danneggiata di 1.250 t, e 3 mercantili danneggiati per complessive 12.201 t. Insignito della Pour le Mérite. |

## Seconda guerra mondiale
| #  | Nome                         | Pattugliamenti | Navi affondate | Tonnellate affondate | Navi danneggiate | Tonnellate danneggiate | Note |
| -- | ---------------------------- | -------------- | -------------- | -------------------- | ---------------- | ---------------------- | --- |
| 1  | Otto Kretschmer              | 16             | 47             | 274.418 t            | 5                | 37.965 t               | Comandò i battelli U-35 (non in missioni di guerra), U-23 (8 pattugliamenti) ed U-99 (8 pattugliamenti). Il totale ricomprende 40 mercantili affondati per complessive 208.954 t, quattro navi da guerra affondate (il cacciatorpediniere HMS Daring e tre incrociatori ausiliari, tutte britanniche) per complessive 47.815 t, una nave mercantile catturata di 2.136 t, due mercantili affondati ma recuperati successivamente dal nemico per complessive 15.513 t, e 5 mercantili danneggiati per complessive 37.965 t; 5 delle navi affondate appartenevano a nazioni neutrali. Insignito della Croce di Cavaliere della Croce di Ferro con Fronde di Quercia e Spade. |
| 2  | Wolfgang Lüth                | 15             | 47             | 225.756 t            | 2                | 17.343 t               | Comandò i battelli U-13 (non in missioni di guerra), U-9 (6 pattugliamenti), U-138 (2 pattugliamenti), U-43 (5 pattugliamenti) ed U-181 (2 pattugliamenti). Il totale comprende 46 mercantili affondati per complessive 225.204 t, una nave da guerra affondata (il sommergibile francese Doris) di 552 t, e due mercantili danneggiati per complessive 17.343 t; 5 delle navi affondate appartenevano a nazioni neutrali. Insignito della Croce di Cavaliere della Croce di Ferro con Fronde di Quercia, Spade e Diamanti (uno dei due soli ufficiali della Kriegsmarine ad ottenere tale onorificenza).                                                                  |
| 3  | Erich Topp                   | 12             | 36             | 198.650 t            | 4                | 32.317 t               | Comandò i battelli U-57 (2 pattugliamenti), U-552 (10 pattugliamenti), U-3010 ed U-2513 (gli ultimi due non in missioni di guerra). Il totale comprende 35 mercantili affondati per complessive 197.460 t, una nave da guerra affondata (il cacciatorpediniere statunitense USS Reuben James) di 1.190 t, e 4 mercantili danneggiati per complessive 32.317 t; due delle navi affondate appartenevano a nazioni neutrali. Insignito della Croce di Cavaliere della Croce di Ferro con Fronde di Quercia e Spade. |
| 4  | Günther Prien                | 10             | 31             | 191.919 t            | 8                | 62.751 t               | Comandò unicamente il battello U-47. Il totale comprende 30 mercantili affondati per complessive 162.769 t, una nave da guerra affondata (la corazzata britannica HMS Royal Oak) di 29.150 t, ed 8 mercantili danneggiati per complessive 62.751 t; 4 delle navi affondate ed una delle navi danneggiate appartenevano a nazioni neutrali. Insignito della Croce di Cavaliere della Croce di Ferro con Fronde di Quercia. |
| 5  | Heinrich Liebe               | 9              | 34             | 187.267 t            | 1                | 3.670 t                | Comandò i battelli U-2 (non in missioni di guerra) ed U-38 (9 pattugliamenti). Tutte le navi affondate o danneggiate erano mercantili, e 10 delle navi affondate appartenevano a nazioni neutrali. Insignito della Croce di Cavaliere della Croce di Ferro con Fronde di Quercia. |
| 6  | Viktor Schütze               | 7              | 35             | 180.073 t            | 2                | 14.213 t               | Comandò i battelli U-19, U-11 (entrambi non in missioni di guerra), U-25 (3 pattugliamenti) ed U-103 (4 pattugliamenti). Tutte le navi affondate o danneggiate erano mercantili, e 5 delle navi affondate appartenevano a nazioni neutrali. Insignito della Croce di Cavaliere della Croce di Ferro con Fronde di Quercia. |
| 7  | Heinrich Lehmann-Willenbrock | 10             | 25             | 179.125 t            | 2                | 15.864 t               | Comandò i battelli U-8 (non in missioni di guerra), U-5 (1 pattugliamento), U-96 (8 pattugliamenti) ed U-256 (1 pattugliamento). Il totale comprende 24 mercantili affondati per complessive 170.237 t, un mercantile affondato ma recuperato dal nemico di 8.888 t, e due mercantili danneggiati per complessive 15.864 t; una delle navi affondate apparteneva ad una nazione neutrale. Insignito della Croce di Cavaliere della Croce di Ferro con Fronde di Quercia. |
| 8  | Karl-Friedrich Merten        | 5              | 27             | 170.151 t            | -                | -                      | Comandò unicamente il battello U-68. Tutte le navi affondate erano mercantili, nessuno appartenente a nazioni neutrali. Insignito della Croce di Cavaliere della Croce di Ferro con Fronde di Quercia. |
| 9  | Herbert Schultze             | 8              | 26             | 169.709 t            | 1                | 9.456 t                | Comandò i battelli U-2 (non in missioni di guerra) ed U-48 (8 pattugliamenti). Tutte le navi affondate o danneggiate erano mercantili, e 4 delle navi affondate appartenevano a nazioni neutrali. Insignito della Croce di Cavaliere della Croce di Ferro con Fronde di Quercia. |
| 10 | Werner Henke                 | 7              | 25             | 157.064 t            | 2                | 7.954 t                | Comandò unicamente il battello U-515. Il totale comprende 21 mercantili affondati per complessive 131.769 t, due navi da guerra affondate (un incrociatore ausiliario ed una nave appoggio idrovolanti britanniche) per complessive 19.277 t, una nave da guerra danneggiata (il cacciatorpediniere britannico HMS Marne) di 1.920 t, un mercantile ed una nave da guerra (uno sloop britannico) affondate ma recuperate dal nemico per complessive 6.018 t, ed un mercantile danneggiato di 6.034 t. Insignito della Croce di Cavaliere della Croce di Ferro con Fronde di Quercia.                                                                                       |
| 11 | Georg Lassen                 | 4              | 26             | 156.082 t            | 5                | 34.419 t               | Comandò i battelli U-29 (non in missioni di guerra) ed U-160 (4 pattugliamenti). Tutte le navi affondate o danneggiate erano mercantili, nessuno dei quali appartenente a nazioni neutrali. Insignito della Croce di Cavaliere della Croce di Ferro con Fronde di Quercia. |
| 12 | Joachim Schepke              | 14             | 37             | 155.882 t            | 4                | 17.229 t               | Comandò i battelli U-3 (3 pattugliamenti), U-19 (5 pattugliamenti) ed U-100 (6 pattugliamenti). Il totale comprende 36 mercantili affondati per complessive 153.677 t, un mercantile affondato ma recuperato dal nemico di 2.205 t, e 4 mercantili danneggiati per complessive 17.229 t; 11 delle navi affondate appartenevano a nazioni neutrali. Insignito della Croce di Cavaliere della Croce di Ferro con Fronde di Quercia. |
| 13 | Heinrich Bleichrodt          | 8              | 25             | 152.320 t            | 2                | 11.684 t               | Comandò i battelli U-48 (2 pattugliamenti), U-67 (non in missioni di guerra) ed U-109 (6 pattugliamenti). Il totale comprende 24 mercantili affondati per complessive 151.260 t, una nave da guerra affondata (uno sloop britannico) di 1.060 t, e due mercantili danneggiati per complessive 11.684 t. Insignito della Croce di Cavaliere della Croce di Ferro con Fronde di Quercia. |
| 14 | Carl Emmermann               | 5              | 26             | 152.080 t            | -                | -                      | Comandò i battelli U-172 (5 pattugliamenti) ed U-3037 (non in missioni di guerra). Tutte le navi affondate erano mercantili, nessuno appartenente a nazioni neutrali. Insignito della Croce di Cavaliere della Croce di Ferro con Fronde di Quercia. |
| 15 | Robert Gysae                 | 8              | 25             | 146.815 t            | 1                | 2.588 t                | Comandò i battelli U-98 (6 pattugliamenti) ed U-177 (2 pattugliamenti). Il totale comprende 24 mercantili affondati per complessive 136.266 t, una nave da guerra affondata (un incrociatore ausiliario britannico) di 10.549 t, ed un mercantile danneggiato di 2.588 t. Insignito della Croce di Cavaliere della Croce di Ferro con Fronde di Quercia. |
| 16 | Ernst Kals                   | 5              | 20             | 145.656 t            | 1                | 6.986 t                | Comandò unicamente il battello U-130. Il totale comprende 17 mercantili affondati per complessive 111.249 t, tre navi da guerra affondate (tre navi da trasporto militare statunitensi) per complessive 34.407 t, ed un mercantile danneggiato di 6.986 t. Insignito della Croce di Cavaliere della Croce di Ferro. |
| 17 | Adolf Cornelius Piening      | 8              | 26             | 140.449 t            | 1                | 6.736 t                | Comandò unicamente il battello U-155. Il totale comprende 25 mercantili affondati per complessive 126.664 t, una nave da guerra affondata (la portaerei di scorta britannica HMS Avenger) di 13.785 t, ed una nave da guerra danneggiata (una nave da trasporto militare statunitense) di 6.736 t; tre delle navi affondate appartenevano a nazioni neutrali. Insignito della Croce di Cavaliere della Croce di Ferro. |
| 18 | Johann Mohr                  | 6              | 29             | 135.751 t            | 3                | 26.167 t               | Comandò unicamente il battello U-124. Il totale comprende 27 mercantili affondati per complessive 129.976 t, due navi da guerra (l'incrociatore leggero britannico HMS Dunedin ed una corvetta francese) per complessive 5.775 t, e 3 mercantili danneggiati per complessive 26.167 t. Insignito della Croce di Cavaliere della Croce di Ferro con Fronde di Quercia. |
| 19 | Klaus Scholtz                | 8              | 25             | 128.190 t            | -                | -                      | Comandò unicamente il battello U-108. Il totale comprende 24 mercantili affondati per complessive 111.546 t, ed una nave da guerra affondata (un incrociatore ausiliario britannico) di 16.644 t; due delle navi affondate appartenevano a nazioni neutrali. Insignito della Croce di Cavaliere della Croce di Ferro con Fronde di Quercia. |
| 20 | Helmut Witte                 | 4              | 23             | 119.554 t            | 1                | 265 t                  | Comandò unicamente il battello U-159. Tutte le navi affondate o danneggiate erano mercantili, ed una delle navi affondate apparteneva ad una nazione neutrale. Insignito della Croce di Cavaliere della Croce di Ferro. |
| 21 | Ernst Bauer                  | 5              | 26             | 119.010 t            | 4                | 31.304 t               | Comandò i battelli U-120 (non in missioni di guerra) ed U-126 (5 pattugliamenti). Il totale comprende 24 mercantili affondati per complessive 111.564 t, una nave da guerra affondata (un LCT britannico colato a picco insieme alla nave che lo trasportava) di 450 t, una nave mercantile affondata ma recuperata dal nemico di 6.996 t, e 4 mercantili danneggiati per complessive 31.304 t. Insignito della Croce di Cavaliere della Croce di Ferro. |
| 22 | Günter Hessler               | 3              | 21             | 118.822 t            | -                | -                      | Comandò unicamente il battello U-107. Il totale comprende 19 mercantili affondati per complessive 108.411 t, e due navi da guerra affondate (due incrociatori ausiliari britannici) per complessive 10.411 t. Insignito della Croce di Cavaliere della Croce di Ferro. |
| 23 | Engelbert Endrass            | 10             | 22             | 118.528 t            | 4                | 25.491 t               | Comandò i battelli U-46 (8 pattugliamenti) ed U-567 (2 pattugliamenti). Il totale comprende 19 mercantili affondati per complessive 81.164 t, due navi da guerra affondate (due incrociatori ausiliari britannici) per complessive 35.284 t, un mercantile affondato ma recuperato dal nemico di 2.080 t, e 4 mercantili danneggiati per complessive 25.491 t; 8 delle navi affondate appartenevano a nazioni neutrali. Insignito della Croce di Cavaliere della Croce di Ferro con Fronde di Quercia. |
| 24 | Hans Jenisch                 | 6              | 18             | 118.139 t            | 2                | 14.749 t               | Comandò unicamente il battello U-32. Il totale comprende 17 mercantili affondati per complessive 110.139 t, una nave da guerra danneggiata (l'incrociatore leggero britannico HMS Fiji) di 8.000 t, e due mercantili danneggiati per complessive 14.749 t; 5 delle navi affondate appartenevano a nazioni neutrali. Insignito della Croce di Cavaliere della Croce di Ferro. |
| 25 | Reinhard Hardegen            | 5              | 22             | 115.656 t            | 5                | 46.500 t               | Comandò i battelli U-147 (un pattugliamento) ed U-123 (4 pattugliamenti). Il totale comprende 21 mercantili affondati per complessive 112.447 t, una nave da guerra affondata (una Q-ship statunitense) di 3.209 t, una nave da guerra danneggiata (un incrociatore ausiliario britannico) di 13.984 t, e 4 mercantili danneggiati per complessive 32.516 t. Insignito della Croce di Cavaliere della Croce di Ferro con Fronde di Quercia. |
| 26 | Werner Hartmann              | 4              | 26             | 115.337 t            | -                | -                      | Comandò i battelli U-26 (non in missioni di guerra), U-37 (3 pattugliamenti), U-198 (un pattugliamento). Tutte le navi affondate erano mercantili, 8 dei quali appartenevano a nazioni neutrali. Insignito della Croce di Cavaliere della Croce di Ferro con Fronde di Quercia. |
| 27 | Richard Zapp                 | 5              | 16             | 106.200 t            | 1                | 12.502 t               | Comandò unicamente il battello U-66. Tutte le navi affondate o danneggiate erano mercantili, nessuno appartenente a nazioni neutrali. Insignito della Croce di Cavaliere della Croce di Ferro. |
| 28 | Victor Oehrn                 | 4              | 24             | 104.846 t            | 1                | 9.494 t                | Comandò i battelli U-14 (non in missioni di guerra) ed U-37 (4 pattugliamenti). Il totale comprende 21 mercantili affondati per complessive 103.821 t, una nave da guerra affondata (uno sloop britannico) di 1.025 t, ed un mercantile danneggiato di 9.494 t; tre delle navi affondate appartenevano a nazioni neutrali. Insignito della Croce di Cavaliere della Croce di Ferro. |
| 29 | Wilhelm Rollmann             | 8              | 25             | 103.884 t            | -                | -                      | Comandò i battelli U-34 (7 pattugliamenti), U-847 (non in missioni di guerra) ed U-848 (un pattugliamento). Il totale comprende 20 mercantili affondati per complessive 96.562 t, due mercantili catturati per complessive 4.957 t, e tre navi da guerra affondate (l'incrociatore posamine norvegese KNM Frøya, il cacciatorpediniere britannico HMS Whirlwind, ed il sommergibile britannico HMS Spearfish) per complessive 2.365 t; sei delle navi affondate (comprese entrambe le catturate) appartenevano a nazioni neutrali. Insignito della Croce di Cavaliere della Croce di Ferro.                                                                                |
| 30 | Jürgen Oesten                | 14             | 19             | 101.744 t            | 4                | 51.668 t               | Comandò i battelli U-61 (9 pattugliamenti), U-106 (3 pattugliamenti) ed U-861 (2 pattugliamenti). Il totale comprende 18 mercantili affondati per complessive 100.000 t, una nave da guerra affondata (un trasporto truppe brasiliano) di 1,774 t, tre mercantili danneggiati per complessive 20.568 t, ed una nave da guerra danneggiata (la corazzata britannica HMS Malaya) di 31.100 t; due delle navi affondate appartenevano a nazioni neutrali. Insignito della Croce di Cavaliere della Croce di Ferro. |
| 31 | Erwin Rostin                 | 2              | 17             | 101.321 t            | 2                | 15.264 t               | Comandò unicamente il battello U-158. Tutte le navi affondate o danneggiate erano mercantili, ed una delle navi affondate apparteneva ad una nazione neutrale. Insignito della Croce di Cavaliere della Croce di Ferro. |
| 32 | Hans-Ludwig Witt             | 3              | 19             | 100.773 t            | -                | -                      | Comandò i battelli U-161 (non in missioni di guerra), U-129 (3 pattugliamenti) ed U-3524 (non in missioni di guerra). Tutte le navi affondate erano mercantili, nessuno appartenente a nazioni neutrali. Insignito della Croce di Cavaliere della Croce di Ferro. |
| 33 | Günther Krech                | 10             | 19             | 100.771 t            | 2                | 15.070 t               | Comandò unicamente il battello U-558. Il totale comprende 17 mercantili affondati per complessive 93.186 t, una nave da guerra affondata (un peschereccio armato britannico) di 913 t, un mercantile affondato ma successivamente recuperato dal nemico di 6.672 t, e due mercantili danneggiati per complessive 15.070 t. Insignito della Croce di Cavaliere della Croce di Ferro. |
| 34 | Harald Gelhaus               | 11             | 19             | 100.373 t            | 1                | 10.068 t               | Comandò i battelli U-143 (4 pattugliamenti) ed U-107 (7 pattugliamenti). Tutte le navi affondate o danneggiate erano mercantili, nessuno dei quali appartenente a nazioni neutrali. Insignito della Croce di Cavaliere della Croce di Ferro. |